# Marija Aleksandrovna Romanova
Granduchessa Marija Aleksandrovna di Russia (in russo Мария Александровна Романова?), in seguito duchessa di Edimburgo e duchessa di Sassonia-Coburgo e Gotha (Carskoe Selo, 17 ottobre 1853 – Zurigo, 24 ottobre 1920), era una figlia di Alessandro II di Russia e dell'imperatrice Maria Aleksandrovna.
Maria diventò la moglie del principe Alfredo, duca di Edimburgo, il secondo figlio maschio della regina Vittoria e del principe Alberto.
Dal 1893 fino alla sua morte, ella ebbe la caratteristica di essere una granduchessa russa (per nascita), una principessa britannica e duchessa reale (per matrimonio), e la consorte (e poi vedova) di un duca sovrano tedesco.

## Infanzia
La duchessa nacque a Carskoe Selo in Russia, come seconda ed unica figlia femmina sopravvissuta dello zar Alessandro II di Russia (che fu assassinato nel 1881) e di sua moglie la principessa Maria d'Assia e del Reno, figlia di Luigi II, granduca d'Assia e del Reno. Fu la zia dello zar Nicola II di Russia che fu assassinato nel 1918. Suo fratello, il Granduca Sergej Aleksandrovič di Russia fu assassinato a Mosca nel 1905, ed un altro fratello, il granduca Pavel Aleksandrovič di Russia fu fucilato a San Pietroburgo nel 1919.

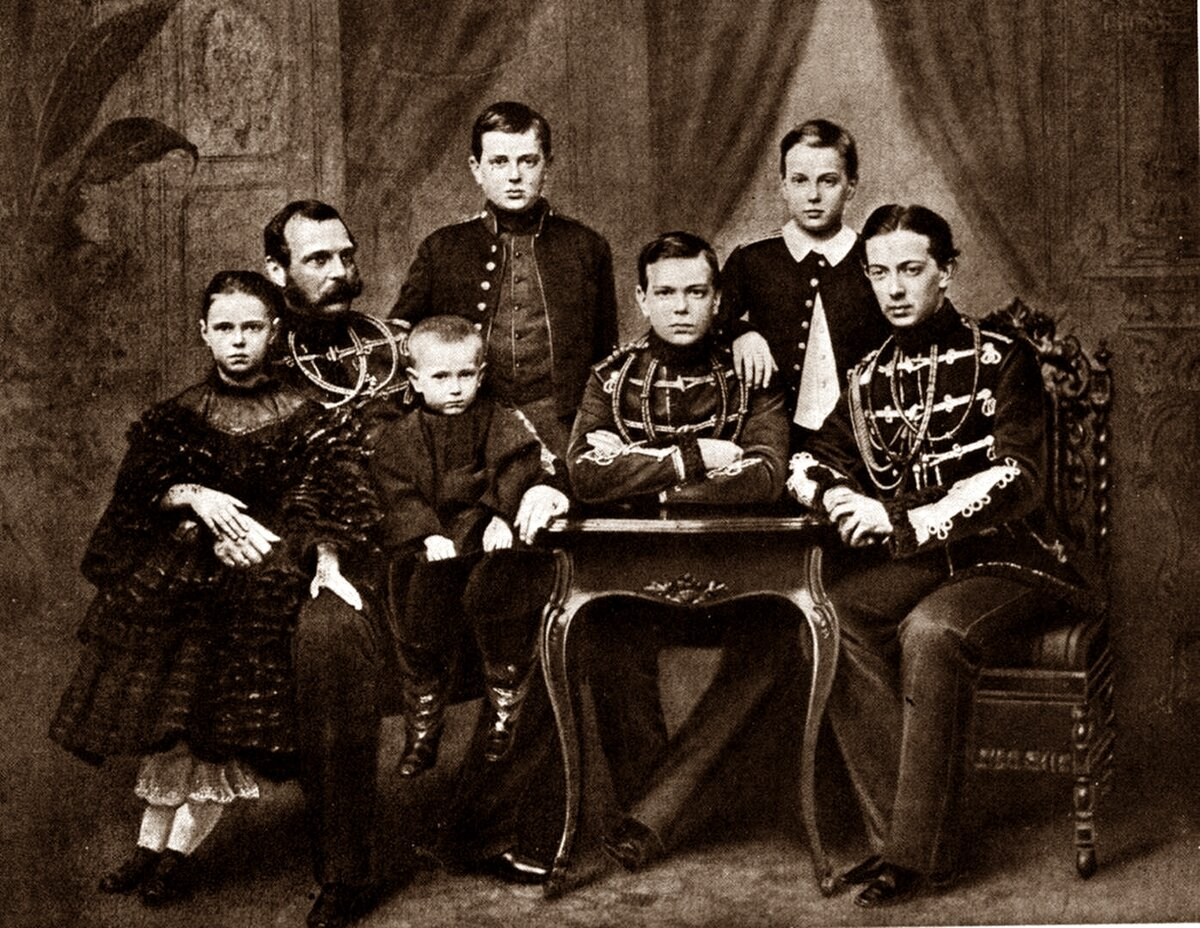
Da sinistra a destra: Marija, lo zar Alessandro II con in braccio Sergej, Vladimir, Aleksandrcon le braccia conserte, Aleksej e lo zarevic Nikolaj.

Trascorse la sua infanzia nel lusso e splendore nei grandi palazzi e tenute di campagna di proprietà dei Romanov. La residenza principale della famiglia era il Palazzo d'Inverno a San Pietroburgo, con un'altra residenza a Gatčina, quaranta miglia a sud. In estate, la famiglia si trasferiva a Peterhof, sul Golfo di Finlandia. Dalla fine dell'estate fino all'inverno, la famiglia imperiale si trasferiva a Carskoe Selo. Entrambi i genitori stravedevano per lei, per lo zar Alessandro II era la prediletta fra i suoi figli e gli piaceva passare del tempo con lei. L'imperatrice era una madre amorevole, ma fisicamente fredda verso i suoi figli. La zarina soffriva di polmoni deboli e doveva viaggiare costantemente dalla Germania e all'Europa meridionale per sfuggire ai rigidi inverni russi. La zarina portava spesso con sé i suoi tre figli più piccoli. Di conseguenza, Marija era più vicina ai suoi due fratelli più giovani, Sergej e Pavel, rispetto ai suoi fratelli più grandi. Circondata solo da fratelli, Marija crebbe con un carattere indipendente e un forte volere.
Marija fu educata alla corte russa sotto lo stretto regime della sua governante, la contessa Aleksandra Tolstoj. Marija è stata la prima granduchessa russa ad essere cresciuta da bambinaie inglesi. Oltre al russo, parlava correttamente in tedesco, francese e inglese.

## Matrimonio

### Incontro con il principe Alfredo
Durante una visita ai suoi parenti materni a Jugenheim nell'estate del 1868, la granduchessa Marija Alexandrovna incontrò il principe principe Alfredo, duca di Edimburgo, il secondo figlio maschio della regina Vittoria. Il principe Alfredo, giovane timido e bello, con una carriera nella marina britannica, era in visita dalla sorella, la granduchessa Alice, che era sposata con il primo cugino di Maria Alexandrovna, madre di Marija.
Marija e Alfredo si rividero nel 1871 quando Alessandro II e sua moglie erano in visita da parenti a Schloss Heiligenberg. Alfredo era lì, insieme con il principe e la principessa di Galles. Durante quell'estate, Maria e Alfredo si sentirono attratti l'uno dall'altro, trascorrendo le loro giornate a camminare e parlare insieme. Avevano in comune l'amore per la musica; Alfredo era un violinista dilettante entusiasta, mentre Marija suonava il pianoforte. Anche se volevano sposarsi, non fu annunciato nessun fidanzamento, e Alfredo tornò in Inghilterra. I loro genitori erano contrari a questa unione. Alessandro II non voleva perdere la figlia, alla quale era profondamente legato. Lo zar contestò il fastidio avere un genero britannico, a causa del sentimento anti-inglese generale in Russia in seguito alla guerra di Crimea. La zarina considerava i costumi britannici come peculiari e il popolo inglese come freddo e scostante. Era convinta che sua figlia non sarebbe stata felice. Tuttavia, le trattative per il matrimonio iniziarono nel luglio 1871 solo per essere in fase di stallo nel 1872.

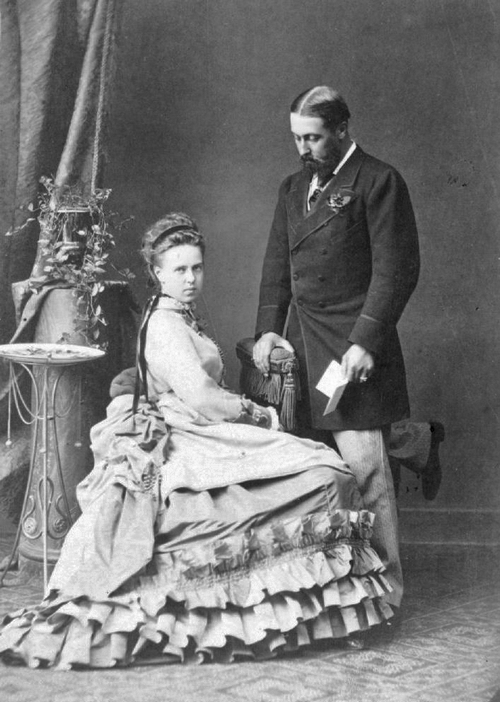
La Gran duchessa Marija Aleksandrovna e il principe Alfredo. Foto del fidanzamento 1873.

Anche la regina Vittoria era contro questo matrimonio. Nessun principe britannico aveva mai sposato una Romanov, e lei prevedeva problemi con la religione ortodossa e l'educazione di Marija. La regina riteneva che la Russia fosse generalmente "ostile" verso la Gran Bretagna. Vittoria sospettava delle intenzioni dei russi nei confronti dell'India. La regina fu costernata, quando apprese che i negoziati ufficiali ripresero nel mese di gennaio 1873. Da San Pietroburgo arrivarono voci che Marija si fosse fidanzata con il principe Golitsyn, aiutante di campo dello zar. Alfredo si rifiutò di credere a queste voci e dichiarò di essere pronto a lottare per sposare la persona che amava. Entrambe le madri continuarono a cercare altri partner per i loro figli, ma Alfredo e Marija non accettarono nessuna alternativa. Siccome la zarina non riuscì a trovare un principe tedesco accettabile per la figlia, fu organizzato un incontro tra Alfredo, la zarina e sua figlia a Sorrento, a metà dell'aprile 1873. In quell'anno ci fu una disputa anglo-russa oltre il confine afghano. I ministri della regina pensavano che il matrimonio avrebbe potuto aiutare ad alleviare la tensione tra i due paesi.
La regina Vittoria le concesse la precedenza su tutte le altre dame del Regno Unito subito dopo la principessa di Galles. Suo padre le diede un'esorbitante dote pari a 170.000 sterline, aggiunta a una pensione annuale di 24.000 sterline. Inoltre lo zar diede alla sua unica figlia alcuni dei migliori gioielli di proprietà dei Romanov, comprese i zaffiri che aveva ereditato dalla madre, l'imperatrice Alexandra Feodorovna, così come le parure che era appartenute a Caterina la Grande. Come regalo di nozze, lo zar fece commissionare una spettacolare parure completa di diamanti e rubini dal gioielliere di corte Bolin. Altri pezzi di gioielleria includevano una tiara russa fatta di diamanti, che poteva anche essere indossata come una collana. Da parte sua, Alfredo era stato fatto capo onorario di un reggimento delle guardie russo e possedeva anche una nave da guerra russa che portava il suo nome - la Herzog Edinburgsky.
Una settimana dopo il fidanzamento, l'alleanza anglo-russa visse la sua prima crisi. La regina Vittoria chiese allo zar di portare Marija in Scozia, in modo da poter incontrare la sua futura nuora. Alessandro II rifiutò. La zarina suggerì quindi di incontrarsi tutti a Colonia. La regina definì "semplicemente impertinente" che «io [...] che sono stata quasi vent'anni e più sul trono che l'imperatore di Russia [...] e che sono un sovrano regnante [...] dovrei essere pronta a correre al minimo richiamo dei potenti russi [...] come ogni piccola principessa». Vittoria rifiutò l'offerta dello zar di rendere il Principe di Galles colonnello di un reggimento russo, e chiese che una cerimonia con il rito anglicano si fosse tenuta a San Pietroburgo insieme alla cerimonia ortodossa. Ma Marija non vedeva l'ora di unirsi ad Alfredo: «Come sono felice di appartenere a lui, sento che il mio amore per lui sta crescendo ogni giorno, ho la sensazione di pace e felicità indicibile e di un'insofferenza sconfinata per essere del tutto sua…».

### Le nozze

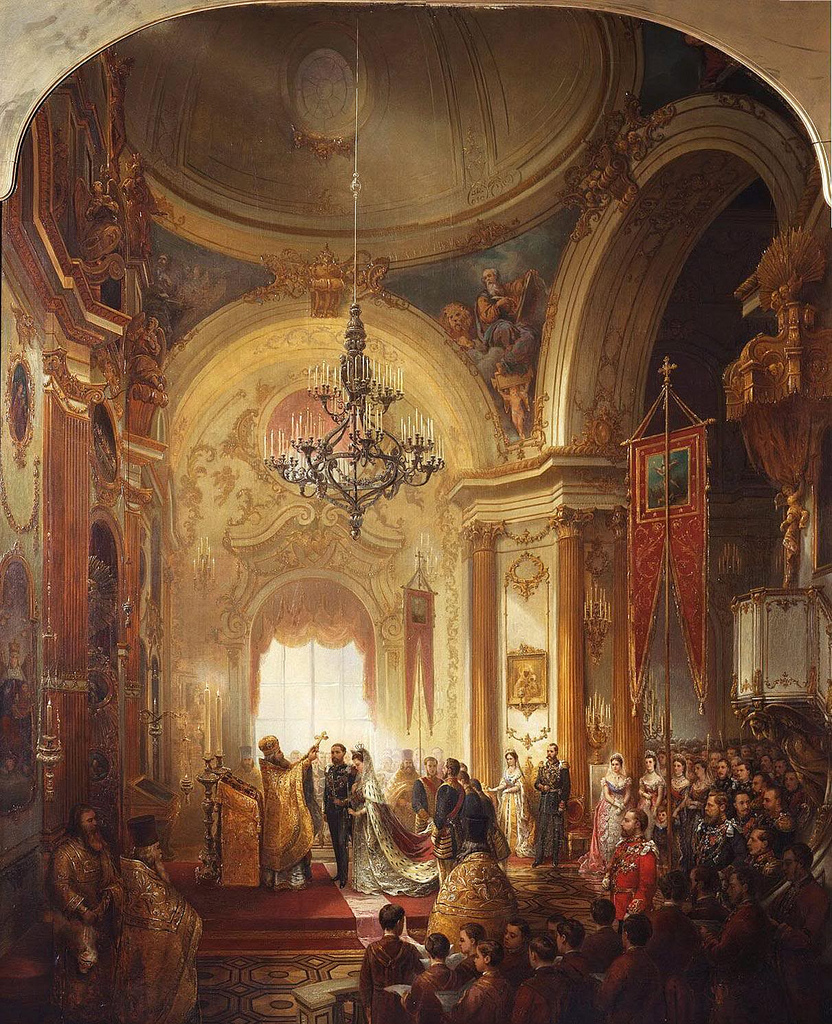
Il matrimonio presenziato dallo Zar, Principe del Galles e il Principe ereditario di Prussia.

Il 4 gennaio 1874 Alfredo arrivò a San Pietroburgo per il matrimonio e alloggiò al palazzo d'Inverno. Gli altri ospiti inglesi arrivarono il 18 gennaio. Il matrimonio è stato celebrato in grande splendore, presso il Palazzo d'Inverno il 23 gennaio 1874. La regina Vittoria era stata rappresentata da Edoardo, principe di Galles, e da sua moglie Alessandra, sorella di Maria Feodorovna. Erano presenti anche la principessa reale Vittoria, e suo marito, il principe ereditario di Germania, Federico.
Per l'occasione, il panettiere londinese Peek Freans ideò i biscotti marie, divenuti poi estremamente popolari in buona parte del mondo.
La cerimonia si divise in due parti. Con il rito ortodosso che ebbe luogo nella cappella imperiale presenziata dai Metropoliti di San Pietroburgo, Mosca e Kiev. I granduchi Vladimir, Aleksej e Sergej e il fratello dello sposo, il principe Arturo, sollevarono l'un l'altro a turno le corone d'oro sulla testa della sposa e dello sposo. Marija indossava una scintillante corona e un manto di velluto ornato di cremisi d'ermellino e un rametto di mirto, appositamente inviato dalla regina Vittoria. Alfredo indossava l'uniforme della Royal Navy. Lo Zar rimase pallido per tutta la cerimonia e dopo disse: «È per la sua felicità, ma la luce della mia vita se ne va». Dopo questo, la sposa e lo sposo bevvero tre volte da un calice di vino. Il servizio si concluse con la coppia che unì le mani sotto la stola del prete. Poi tutti si spostarono alla Blue Drawing Room, dove Arthur Stanley, decano di Westminster, unì la coppia secondo i riti della Chiesa d'Inghilterra.
A Londra, quella notte, la regina Vittoria indossò l'Ordine di Santa Caterina sul suo vestito e fece un brindisi alla giovane coppia. I membri della sua corte che avevano viaggiato a San Pietroburgo sono stati sopraffatti dalla quantità dei festeggiamenti, ricevimenti e spettacoli che segnarono il matrimonio anglo-russo.
Alfred e Marija trascorso la loro prima notte di nozze presso il Palazzo di Alessandro a Carskoe Selo. Alessandro II aveva fatto ordinare una suite nuziale sontuoso al piano terra, sperando che avrebbe convinto la giovane coppia a rimanere in Russia. Dopo una breve luna di miele a Carskoe Selo, però, Alfredo e Marija lasciarono la Russia per andare vivere in Inghilterra. Alessandro II non perse mai la speranza che sarebbero tornati, e la suite venne conservata per la coppia per due decenni. In seguito divenne la camera da letto dell'ultimo zar, Nicola II, e sua moglie Alexandra, nel 1894.

## Duchessa di Edimburgo

### Arrivo in Inghilterra
Il duca e la duchessa di Edimburgo arrivarono in Inghilterra il 7 marzo 1874. Nella città di Windsor è stata decorata con le bandiere inglese e russa e Marija ricevette una grande accoglienza da parte del popolo. Fecero la loro entrata pubblica a Londra il 12 marzo. Si trasferirono a Clarence House, che divenne la loro residenza ufficiale in Inghilterra. Inoltre, avevano una residenza di campagna, Eastwell Park, una grande tenuta di 2 500 acri vicino ad Ashford nel Kent. Per alleviare la nostalgia di sua figlia, lo zar e il figlio, il granduca Aleksej, fecero una visita di famiglia in Inghilterra nel maggio 1874.
Marija arrivò in Inghilterra con l'intenzione di avere una vita di successo nel suo paese di adozione, ma ha trovato difficoltà a stabilirsi alla corte inglese. Per lei, il clima era detestabile e il cibo blando. Trovava Clarence House "cupa". Ha descritto Londra come "un luogo impossibile, dove la gente è pazza di piacere" e una delusione rispetto alle ampie strade, le cupole dorate e i magnifici palazzi di San Pietroburgo. Ai suoi occhi, Buckingham Palace e il castello di Windsor non avrebbe mai potuto competere con gli splendori del Palazzo d'Inverno. Le continue visite della suocera al Castello di Windsor e a Osborne erano noiose. Legò in particolar modo con i suoi cognati più giovani, il principe Leopoldo e la principessa Beatrice. Orgogliosa della sua forte intelligenza, considerava Alessandra, la principessa del Galles, una donna folle e licenziosa. Anche se era amante della musica, la duchessa non amava il Royal Albert Hall, descrivendolo come «tutto ecclesiastico e ... abbastanza noioso ... Ogni concerto va avanti per diverse ore». Disincantata della Gran Bretagna e della vita con la sua difficile suocera, cominciò a sentire sempre più nostalgia per la Russia e inventava qualsiasi scusa per tornare lì. Fu ritenuta altezzosa dalla società londinese. Inoltre, l'insistenza dello zar Alessandro II che sua figlia fosse designata "sua altezza imperiale" e avesse la precedenza sull'allora principessa di Galles fece infuriare la regina Vittoria. La regina insisté che la designazione "sua altezza reale" che Marija Aleksandrovna acquisita in seguito al matrimonio dovesse sempre precedere la designazione di "sua altezza imperiale" che era suo per nascita. Da parte sua, la nuova duchessa di Edimburgo apparentemente risentì del fatto che la principessa di Galles, che era figlia del re di Danimarca, avesse la precedenza su di lei, la figlia dell'imperatore di Russia. Dopo il matrimonio, Marija fu variamente indirizzata come sua altezza reale, sua altezza imperiale & reale, e sua altezza reale & imperiale.

### Alla corte britannica
Il duca e la duchessa di Edimburgo iniziarono rapidamente a creare una famiglia. Appena nove mesi dopo il loro matrimonio, la duchessa diede alla luce un figlio, Alfredo, nato a Buckingham Palace il 15 ottobre 1874. La zarina arrivò a Londra per visitare la figlia durante il parto e per incontrare il nipote.
Negli anni successivi, la famiglia continuò a crescere. Il 29 ottobre 1875 nacque una figlia, chiamata Maria, come la madre e la nonna. Marija scosse la società inglese, allattando i figli. Mentre la duchessa era a Malta, siccome il marito era di stanza lì come un ufficiale della Royal Navy, Marija diede alla luce una seconda figlia, Vittoria Melita, il 25 novembre 1876. Dopo il loro ritorno dal loro soggiorno a Malta, nel 1877, la Russia entrò in guerra contro la Turchia, nel tentativo di ottenere il controllo dei Balcani. La regina Vittoria inviò allo zar Alessandro II una serie di telegrammi aggressivi che quasi portarono ad uno stato di guerra tra i due paesi. La duchessa era profondamente scosso per l'ostilità della suocera verso il suo paese e suo padre in particolare. Il rapporto tra la duchessa di Edimburgo e sua suocera deteriorò. Marija divenne un'anglofoba.

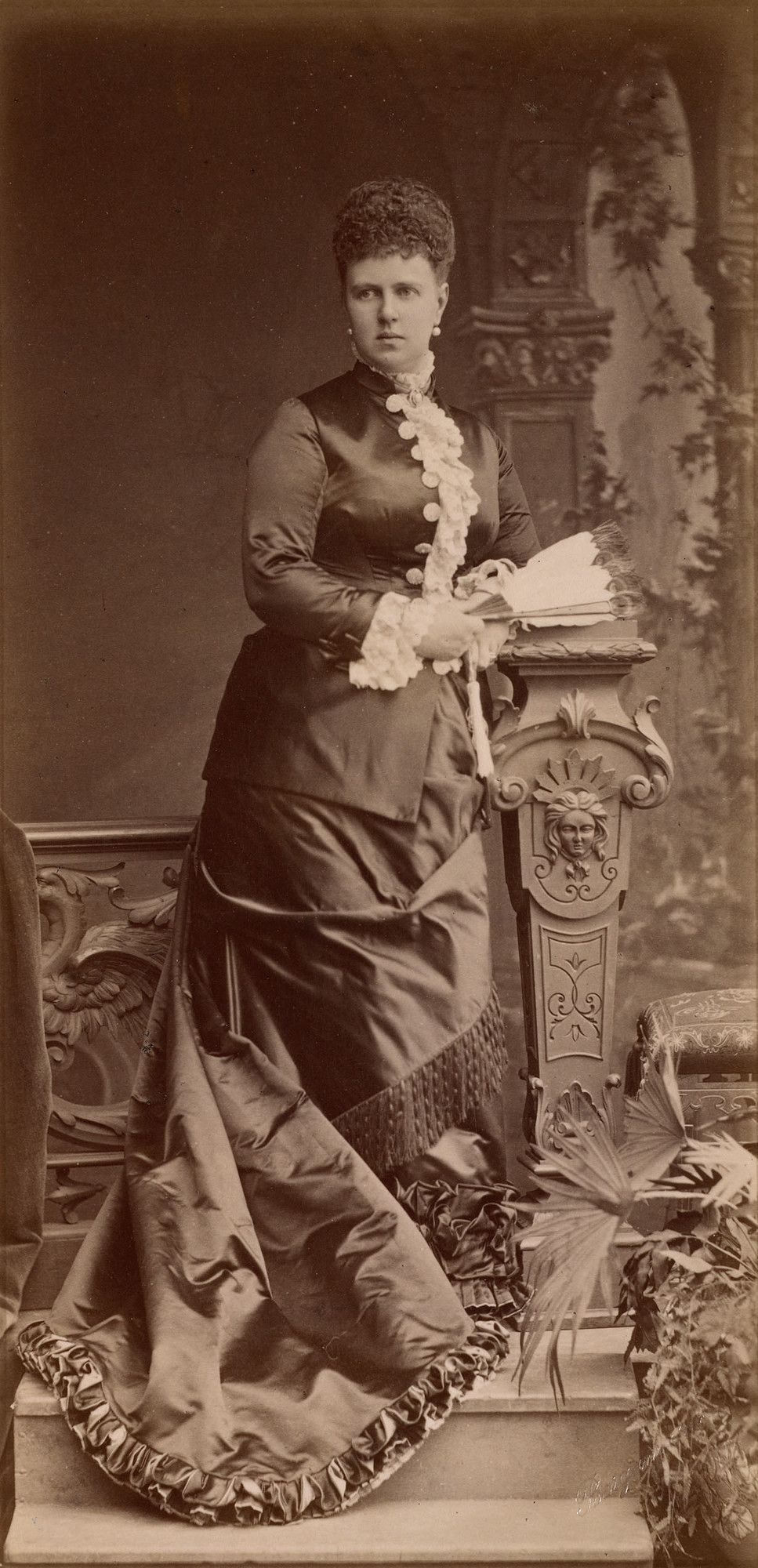
La duchessa di Edimburgo

Il Duca di Edimburgo era l'erede di suo zio Ernesto II, duca di Sassonia-Coburgo e Gotha. Dopo la guerra russo-turca del 1877-1878, per lungo tempo, Marija risiedette a Coburgo, mentre il marito aspettava di succedere allo zio. Mentre era in Germania, nacque una terza figlia, Alessandra, il 1 settembre 1878 al castello di Rosenau. Il 13 ottobre 1879 la duchessa diede alla luce prematuramente un figlio nato morto. Il 17 febbraio 1880, Marija era di nuovo in Russia, durante la celebrazione del 25º anniversario dell'incoronazione di suo padre. Quel giorno, i radicali avevano tentato di assassinare lo Zar e l'intera famiglia imperiale. Una bomba terrorista demolì la sala da pranzo e la sala delle guardie al Palazzo d'Inverno. Marija ritornò in Russia ancora una volta nel mese di giugno 1880, per la morte della madre. Era di nuovo in Inghilterra, a Clarence House, quando suo padre è stato ucciso da una bomba terrorista. Marija si precipitò in fretta in Russia per partecipare al funerale del padre. Il Duca e la duchessa di Edimburgo erano presenti l'incoronazione del fratello, lo zar Alessandro III, a Mosca nel maggio 1883. La loro famiglia si completò con la nascita di una quarta figlia, la principessa Beatrice, il 20 aprile 1884. Nel luglio 1884 si recò a Ilinskoe, fuori Mosca, per visitare il fratello Sergej, che aveva sposato la nipote della regina Vittoria, Elisabetta d'Assia e del Reno.
In attesa di essere la duchessa Sassonia-Coburgo e Gotha, Marija fece costruire un palazzo per la sua famiglia a Coburgo. L'edificio, noto come l'Edinburgh Palais, è stato costruito nella piazza centrale dalla Schloss Ehrenburg, la residenza ufficiale del duca regnante, e accanto alla teatro dell'opera della città. Le camere della coppia reale era al secondo piano, mentre le camere da letto dei figli erano al terzo piano. Sia il duca e la duchessa erano dei collezionisti.

### Malta
Nel gennaio 1886 il Duca fu nominato comandante in capo della British Mediterranean Fleet, con sede a Malta. Nel mese di ottobre la famiglia si stabilì lì. Per i successivi tre anni, la famiglia ha trascorso ogni inverno presso il Palazzo San Anton a Malta. Mentre era a Malta, la duchessa ha dimostrato di essere un'eccellente padrona di casa. Nel 1887, la coppia tornò brevemente a Londra per partecipare al Giubileo d'oro della Regina Vittoria. La carriera di suo marito nella marina britannica e le loro numerose relazioni nelle corti europee permisero a Marija di viaggiare molto. Ha visitato la maggior parte dei paesi europei, tra cui Spagna, Italia, Paesi Bassi, Grecia e anche il Montenegro, facendo viaggi annuali in Germania, Inghilterra e Russia.

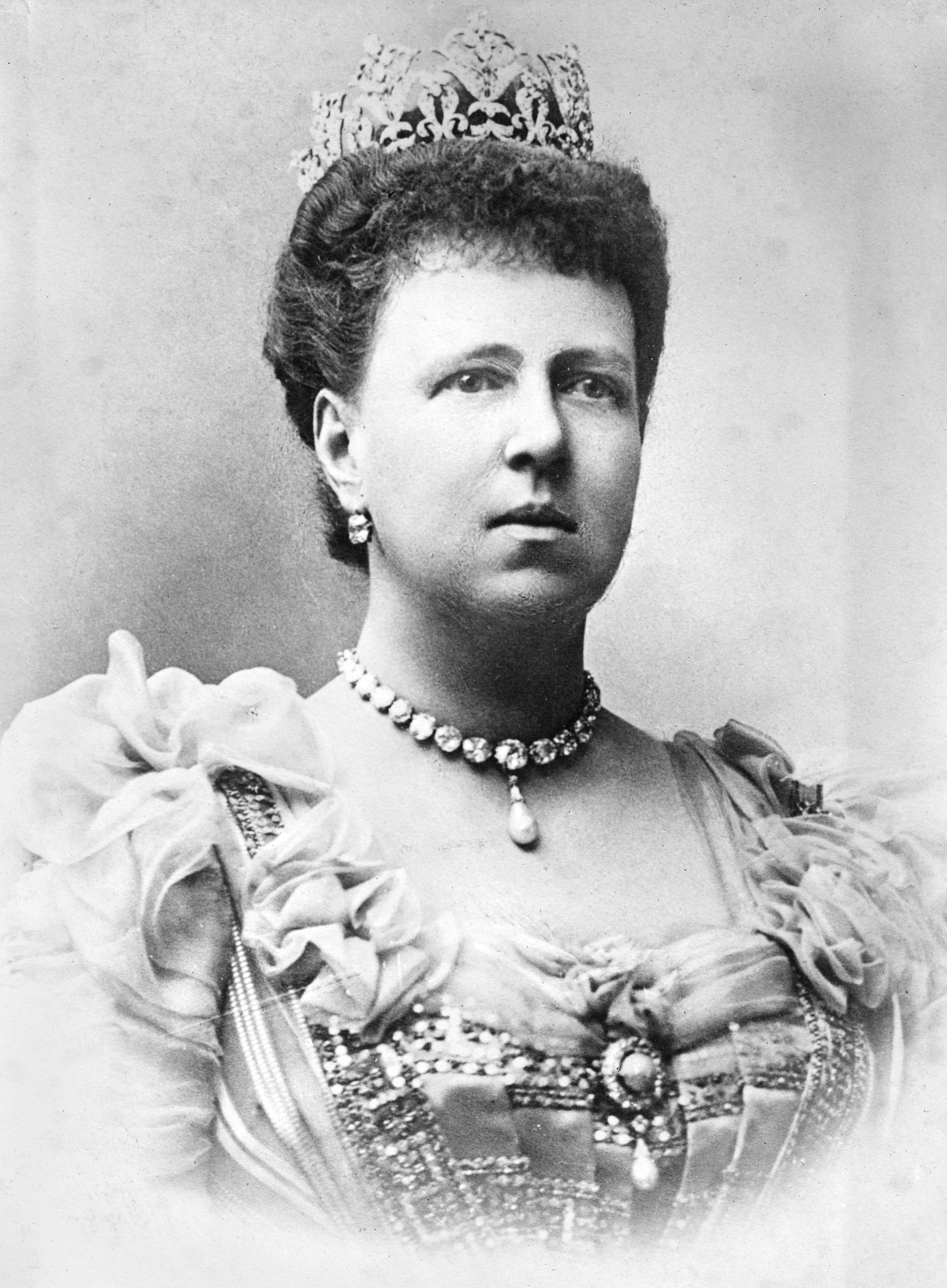
Marija Aleksandrovna, Duchessa di Sassonia-Coburgo-Gotha

## Duchessa di Sassonia-Coburgo-Gotha

### Devonport
Nel mese di marzo 1887 il duca rinunciò al suo comando della flotta del Mediterraneo, e la famiglia si trasferì a Coburgo. Il marito, occupato con i suoi affari navali, era via la maggior parte del tempo. La responsabilità per l'educazione dei cinque figli della coppia cadde sulla duchessa. Era una madre severa, ma devota che fece in modo di essere la persona più importante nella vita dei suoi figli. Tra l'agosto 1890 e il giugno 1893, il duca è stato di stanza presso la base della Royal Navy a Devonport. Marjia, che non risiedeva nell'Admiralty House, residenza ufficiale del marito, visitò poche volte Devonport con i suoi figli.
Con il passare degli anni, Alfredo e Marija avevano poco in comune, a parte i loro bambini e la passione per la musica. Egli era riservato, taciturno, lunatico, con un brutto temperato, e un forte bevitore. Entro il 1880 era un alcolizzato. Il duca è stato descritto come un "maleducato, permaloso, senza scrupoli e infedele". La duchessa risentita dall'atteggiamento del marito, nascose la sua vita coniugale travagliata ai suoi figli, fornendo un'immagine di famiglia felice. La vita dei loro figli aggiunsero altri problemi coniugali alla coppia. Il Duca sperava che la loro figlia maggiore, Maria, avrebbe sposato il nipote Giorgio, il futuro re Giorgio V. La duchessa, tuttavia, aveva stabilito che la figlia dovesse evitare il suo errore, e la fece sposare invece al principe ereditario Ferdinando di Romania il 10 gennaio 1893.

### Sassonia-Coburgo-Gotha
Alla morte di suo zio, Ernesto II, duca di Sassonia-Coburgo e Gotha, il 22 agosto 1893, il ducato vacante cadde sul duca di Edimburgo, poiché suo fratello maggiore, il principe di Galles aveva rinunciato ai suoi diritti alla successione. Dopo l'ascesa del marito al trono ducale, la granduchessa Marija Aleksandrovna diventò duchessa di Sassonia-Coburgo e Gotha, oltre ad essere duchessa di Edimburgo. Lei amava essere a Coburgo, dopo aver desiderato di lasciare l'Inghilterra. Come consorte di un sovrano tedesco, tecnicamente sorpassò di rango sua cognata alle celebrazioni del giubileo di diamante della Regina Vittoria. A differenza di suo marito, scontento di lasciare la sua carriera nella marina, Marija si godette a pieno il suo nuovo ruolo.

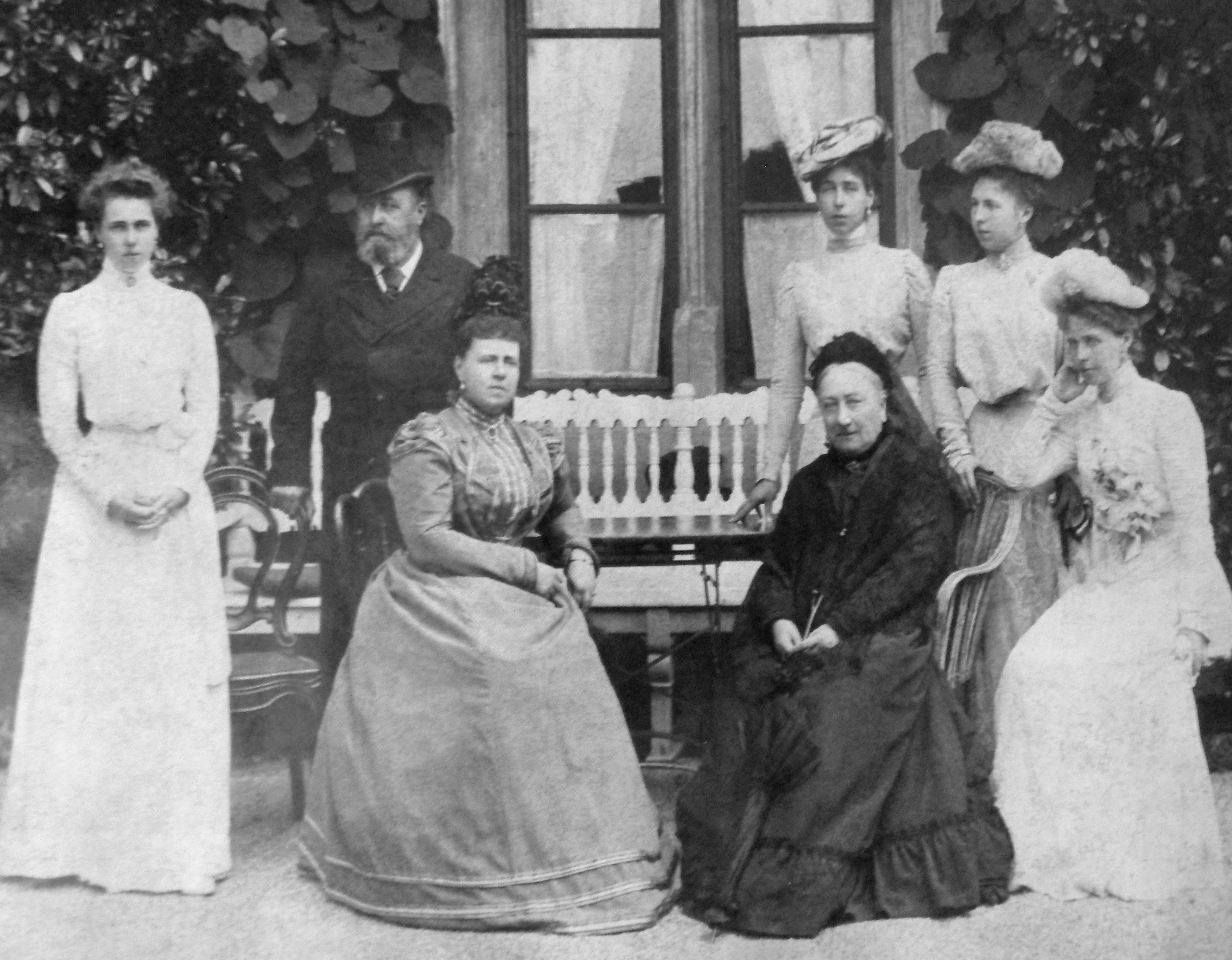
Il duca di Sassonia-Coburgo-Gotha con la sua famiglia. Da sinistra a destra: la principessa Beatrice, Il duca di Sassonia-Coburgo-Gotha, la duchessa Marija, la duchessa vedova Alessandrina, la principessa Vittoria, la principessa Alessandra e la principessa Maria a Rosenau.

Durante i mesi estivi il duca si dedicava alle partite di caccia e di pesca, mentre Marija si occupò dell'arredamento dei castelli, alle opere di carità e all'apertura di uno stabilimento per le persone con problemi mentali che porta il suo nome. Le sue passioni erano l'opera e il teatro, che sostenne con cospicue donazioni sia a Coburgo che a Gotha. La duchessa era anche un'avida lettrice e amante della caccia ai funghi.
Nel novembre 1894, il fratello maggiore di Marija, lo zar Alessandro III, morì di nefrite, lasciando il trono al figlio Nicola. Alfredo e Marija si erano recati in Russia, arrivando appena prima della morte di Alessandro III. Rimasero a San Pietroburgo per il matrimonio di Nicola con la principessa Alix d'Assia-Darmstadt, la figlia più giovane della defunta sorella di Alfredo, la principessa Alice.
Nel mese di giugno 1897, la duchessa e suo marito ritornarono a Londra per partecipare al Giubileo di diamante della regina Vittoria. A quel punto, il rapporto di coppia si deteriorò ulteriormente.
L'unico figlio maschio della coppia, il principe ereditario Alfredo, fu invischiato in uno scandalo che coinvolgeva la sua amante e si sparò nel gennaio 1899, nel bel mezzo delle celebrazioni del venticinquesimo anniversario di nozze dei suoi genitori. Sopravvisse, ma imbarazzò i suoi genitori che lo spedirono a Merano per ristabilirsi, dove morì due settimane dopo, il 6 febbraio.

## Ultimi anni
Il Principe Alfredo morì di cancro alla gola il 30 luglio 1900 al castello di Rosenau a Coburgo. Il trono ducale passo a suo nipote, il principe Carlo Edoardo, duca di Albany.
Dopo la morte del marito Marjia rimase, per un po' in Inghilterra, dove fu costretta a rinunciare alla residenza di Clarence House che venne ereditata da suo cognato, il Duca di Connaught. Marija assistì sua suocera, la regina Vittoria, negli ultimi giorni della sua vita. Nella sua condizione di duchessa vedova di Sassonia-Coburgo-Gotha, Marija ottenne Edinburgh Palace come sua residenza ufficiale a Coburgo e Schloss Rosenau come sua residenza ufficiale di campagna. La sua residenza ufficiale invernale è stata invece il castello di Fabron, nei pressi di Nizza. Tuttavia, trascorse la maggior parte del suo tempo alla sua villa che si affaccia sul lago di Tegernsee, nei pressi di Monaco di Baviera. Col passare degli anni, la gestione delle quattro residenze mise a dura prova le sue finanze. Nel 1901, la sua seconda figlia Vittoria Melita divorziò dal marito e andò a vivere con lei. Il 25 settembre 1905, Vittoria Melita sposò il cugino di primo grado, il granduca Kirill Vladimirovič di Russia. Il rapporto tra la duchessa e suo nipote, lo zar Nicola II, si deteriorò in occasione di questo matrimonio. e condannò l'infatuazione tra la principessa Beatrice e suo fratello minore, granduca Michail Aleksandrovič, perché erano cugini di primo grado
I rapporti con suo nipote Carlo Edoardo, nuovo Duca di Sassonia-Coburgo-Gotha, erano inizialmente tesi, ma migliorarono quando quest'ultimo fornì il suo pieno appoggio al matrimonio della figlia minore di Marija, la principessa Beatrice con Alfonso d'Orléans, infante di Spagna, il 15 luglio 1909. Negli anni successivi, Marija continuò a fare frequenti viaggi nella sua nativa Russia. L'ultimo dei suoi viaggi fu nel maggio 1914.
Allo scoppio della prima guerra mondiale, Marija era a Coburgo dopo il ritorno da una visita a suo nipote, Re Giorgio V, a Buckingham Palace. Si schierò con la Germania contro la sua nativa Russia. Per evitare complicazioni derivate dai sentimenti anti-russi, Marija rimase lontana da Coburgo e si ritirò a vita privata a Tegernsee. Un giorno, mentre stava tornando a casa con le due figlie più giovani, la loro auto fu fermata da una folla inferocita che l'aveva riconosciuta; solo l'intervento della polizia riuscì a risolvere la situazione. Dopo questo incidente, Marija si autoesiliò in Svizzera.
Alla fine della guerra, Marija perse la sua grande fortuna come la maggior parte dei Romanov; la pensione che il governo britannico le assegnava come membro della famiglia reale si ridusse notevolmente e, siccome non aveva quasi più nulla, fu costretta a vendere gran parte della sua collezione di gioielli.

## Morte
Morì nel 1920 a Zurigo apparentemente dopo aver ricevuto un telegramma indirizzatole come "Frau Coburg"; fu sepolta nel cimitero della famiglia ducale fuori Coburgo. Delle sue quattro figlie, alla regina di Romania fu proibito di partecipare o di recarsi in Germania a causa della recente guerra, in cui la Germania e la Romania avevano combattuto su fronti opposti.

## Titoli e denominazione
- 17 ottobre 1853 – 23 gennaio 1874: Sua Altezza Imperiale la granduchessa Marija Aleksandrovna di Russia, granduchessa di Russia
- 23 gennaio 1874 – 22 agosto 1893: Sua Altezza Imperiale e Reale la duchessa di Edimburgo, granduchessa di Russia
- 22 agosto 1893 – 11 ottobre 1905: Sua Altezza Imperiale e Reale la duchessa regnate consorte di Sassonia-Coburgo e Gotha, duchessa di Edimburgo, granduchessa di Russia
- 11 ottobre 1905 – 24 ottobre 1920: Sua Altezza Imperiale e Reale la duchessa vedova di Sassonia-Coburgo e Gotha, duchessa vedova di Edimburgo, granduchessa di Russia

## Figli
| Immagine | Nome                                  | Nascita           | Morte           | Note |
| -------- | ------------------------------------- | ----------------- | --------------- | --- |
|          | Principe Alfredo ("Young Affie")      | 15 ottobre 1874   | 6 febbraio 1899 | Principe ereditario di Sassonia-Coburgo e Gotha dal 22 agosto 1893 |
|          | Principessa Maria ("Missy")           | 29 ottobre 1875   | 18 luglio 1938  | sposò, il 10 gennaio 1893, re Ferdinando I di Romania (1865–1927); ebbe figli |
|          | Principessa Vittoria Melita ("Ducky") | 25 novembre 1876  | 2 marzo 1936    | sposò (1), il 19 aprile 1894, Ernesto Luigi, Granduca d'Assia e del Reno; ebbe figli; divorziarono il 21 dicembre 1901 (2) l'8 ottobre 1905, il Granduca Kirill Vladimirovič di Russia; ebbe figli |
|          | Principessa Alessandra ("Sandra")     | 1º settembre 1878 | 16 aprile 1942  | sposò, il 20 aprile 1896, Ernesto II, principe di Hohenlohe-Langenburg; ebbe figli |
|          | figlio nato morto                     | 13 ottobre 1879   | 13 ottobre 1879 | |
|          | Principessa Beatrice ("Bee")          | 20 aprile 1884    | 13 luglio 1966  | sposò, il 15 luglio 1909, don Alfonso, infante di Spagna, III duca di Galliera; ebbe figli |

## Ascendenza
|                                |                 |                                                | Genitori                                               |  |  | Nonni |  |  | Bisnonni          |  |  | Trisnonni            |  |
|                                |                 |                                                |                                                        |  |  |       |  |  | Paolo I di Russia |  |  | Pietro III di Russia |  |
|                                |                 |                                                |                                                        |  |  |       |  |  | Paolo I di Russia |  |  | Pietro III di Russia |  |
|                                |                 | Caterina II di Russia                          |                                                        |  |  |       |  |  | Paolo I di Russia |  |  |                      |  |
| Nicola I di Russia             |                 |                                                |                                                        |  |  |       |  |  | Paolo I di Russia |  |  |                      |  |
|                                |                 | Sofia Dorotea di Württemberg                   | Federico II Eugenio di Württemberg                     |  |  |       |  |  |                   |  |  |                      |  |
|                                |                 | Sofia Dorotea di Württemberg                   | Federico II Eugenio di Württemberg                     |  |  |       |  |  |                   |  |  |                      |  |
|                                |                 | Sofia Dorotea di Württemberg                   | Federica Dorotea di Brandeburgo-Schwedt                |  |  |       |  |  |                   |  |  |                      |  |
| Alessandro II di Russia        |                 | Sofia Dorotea di Württemberg                   |                                                        |  |  |       |  |  |                   |  |  |                      |  |
|                                |                 | Federico Guglielmo III di Prussia              | Federico Guglielmo II di Prussia                       |  |  |       |  |  |                   |  |  |                      |  |
|                                |                 | Federico Guglielmo III di Prussia              | Federico Guglielmo II di Prussia                       |  |  |       |  |  |                   |  |  |                      |  |
|                                |                 | Federico Guglielmo III di Prussia              | Federica Luisa d'Assia-Darmstadt                       |  |  |       |  |  |                   |  |  |                      |  |
| Carlotta di Prussia            |                 | Federico Guglielmo III di Prussia              |                                                        |  |  |       |  |  |                   |  |  |                      |  |
|                                |                 | Luisa di Meclemburgo-Strelitz                  | Carlo II di Meclemburgo-Strelitz                       |  |  |       |  |  |                   |  |  |                      |  |
|                                |                 | Luisa di Meclemburgo-Strelitz                  | Carlo II di Meclemburgo-Strelitz                       |  |  |       |  |  |                   |  |  |                      |  |
|                                |                 | Luisa di Meclemburgo-Strelitz                  | Federica Carolina Luisa d'Assia-Darmstadt              |  |  |       |  |  |                   |  |  |                      |  |
| Marija Aleksandrovna Romanovna |                 | Luisa di Meclemburgo-Strelitz                  |                                                        |  |  |       |  |  |                   |  |  |                      |  |
|                                | Luigi I d'Assia | Luigi IX d'Assia-Darmstadt                     |                                                        |  |  |       |  |  |                   |  |  |                      |  |
|                                | Luigi I d'Assia | Luigi IX d'Assia-Darmstadt                     |                                                        |  |  |       |  |  |                   |  |  |                      |  |
|                                | Luigi I d'Assia | Carolina del Palatinato-Zweibrücken-Birkenfeld |                                                        |  |  |       |  |  |                   |  |  |                      |  |
| Luigi II d'Assia               | Luigi I d'Assia |                                                |                                                        |  |  |       |  |  |                   |  |  |                      |  |
|                                |                 | Luisa d'Assia-Darmstadt                        | Giorgio Guglielmo d'Assia-Darmstadt                    |  |  |       |  |  |                   |  |  |                      |  |
|                                |                 | Luisa d'Assia-Darmstadt                        | Giorgio Guglielmo d'Assia-Darmstadt                    |  |  |       |  |  |                   |  |  |                      |  |
|                                |                 | Luisa d'Assia-Darmstadt                        | Maria Luisa Albertina di Leiningen-Dagsburg-Falkenburg |  |  |       |  |  |                   |  |  |                      |  |
| Maria d'Assia-Darmstadt        |                 | Luisa d'Assia-Darmstadt                        |                                                        |  |  |       |  |  |                   |  |  |                      |  |
|                                |                 | Carlo Luigi di Baden                           | Carlo Federico di Baden                                |  |  |       |  |  |                   |  |  |                      |  |
|                                |                 | Carlo Luigi di Baden                           | Carlo Federico di Baden                                |  |  |       |  |  |                   |  |  |                      |  |
|                                |                 | Carlo Luigi di Baden                           | Carolina Luisa d'Assia-Darmstadt                       |  |  |       |  |  |                   |  |  |                      |  |
| Guglielmina di Baden           |                 | Carlo Luigi di Baden                           |                                                        |  |  |       |  |  |                   |  |  |                      |  |
|                                |                 | Amelia Frederica di Assia-Darmstadt            | Luigi IX d'Assia-Darmstadt                             |  |  |       |  |  |                   |  |  |                      |  |
|                                |                 | Amelia Frederica di Assia-Darmstadt            | Luigi IX d'Assia-Darmstadt                             |  |  |       |  |  |                   |  |  |                      |  |
|                                |                 | Amelia Frederica di Assia-Darmstadt            | Carolina del Palatinato-Zweibrücken-Birkenfeld         |  |  |       |  |  |                   |  |  |                      |  |
|                                |                 | Amelia Frederica di Assia-Darmstadt            |                                                        |  |  |       |  |  |                   |  |  |                      |  |